# Ōki Masao
Ōki Masao (japanisch 大木 正夫, Ōki Masao, Nachname auch Ohki oder Ôki; geboren am 3. Oktober 1901 in Nakaizumi, heute Iwata, Präfektur Shizuoka, Japan; gestorben am 18. April 1971 in Kamakura, Präfektur Kanagawa) war ein japanischer Komponist.

## Leben
Ōki Masao kam in Nakaizumi, heute Teil der Stadt Iwata, zur Welt, wuchs aber in der naheliegenden, größeren Stadt Shizuoka auf. Sein Vater, Lehrer an einem Mädchengymnasium, brachte ihm früh das Spiel auf der japanischen Bambusflöte Shakuhachi bei. Der Klang dieses Instruments, assoziiert mit Askese und Zen-Meditation, wirkte prägend auf die musikalische Entwicklung des Jungen. Gleichzeitig kam Ōki Masao auch in Kontakt mit westlichen Instrumenten und hatte Zugang zu Aufnahmen, anhand derer er die klassische Chinesische Oper, Arien aus Bizets Oper Carmen sowie die traditionelle japanische Musik kennenlernte. Nach dem Abschluss der Grundschule 1910 ging er an die Technische Oberschule in Osaka, wo er sich im Fach Angewandte Chemie ausbilden ließ. Als er zum ersten Mal Beethovens 5. Sinfonie und Tschaikowskis Ouvertüre 1812 hörte, reifte in ihm der Entschluss, selbst Orchestermusik zu schreiben. Weil ihm dazu noch die Mittel fehlten, begann er sich mit Vokalmusik zu beschäftigen und Kinderlieder zu verfassen.
Nach dem Abschluss 1921 begann er als Ingenieur in einer Fabrik in Tokio zu arbeiten, gab jedoch bald seine Stelle auf und zog nach Ueda in den Japanischen Alpen, wo er als Lehrer seinen Unterhalt verdiente. Überzeugt vom positiven Einfluss der Musik auf Mensch und Gesellschaft, kehrte er zurück nach Tokio, um dort neben dem Brotberuf her intensiv Komposition zu studieren. Bei seinem Lehrer Ishikawa Yoshikazu „Giichi“ (1887–1962), einem in Kalifornien ausgebildeten und von Leo Ornstein beeinflussten japanischen Komponisten, erhielt er Unterricht in Musiktheorie sowie Orchestrierung und lernte die neuere Musikliteratur von Mussorgski, Rimski-Korsakow, Ravel bis Strawinsky (Der Feuervogel) kennen. Ab den 1930er Jahren dirigierte er selbst seine eigenen Orchesterwerke und gewann 1939 den Weingartner-Preis mit Five Fairy Tales (1934) und Idea of the Night (1937), weitere Preisträger waren Mitsukuri Shūkichi, Otaka Hisatada und Hayasaka Fumio.
In den folgenden Jahren, als im Land imperialistische und ultranationale Kräfte die Macht übernahmen, geriet auch Ōki unter deren Einfluss. In dieser Zeit entstand als Auftragswerk der Rundfunkgesellschaft NHK die optimistische Japanese Rhapsody, die unter seiner Leitung 1938 mit dem New Symphony Orchestra, dem späteren NHK-Sinfonieorchester, uraufgeführt wurde. Während des Zweiten Weltkriegs entstanden weitere patriotische Werke.
Nach der Kapitulation des Kaiserlichen Japans 1945 distanzierte sich Ōki von dieser Phase und wandte sich zunächst dem Buddhismus zu, etwa in dem Klavierwerk Six Preludes and Postlude to Classical Statues (1948). Mit dem Ende der Besatzungszeit in Japan 1952 und im Zuge seiner wachsenden Sympathien mit sozialistischen Ideen betrachtete er die Atombombenabwürfe auf Hiroshima und Nagasaki mehr und mehr als Symbol des modernen Kolonialismus und Imperialismus. Inspiriert von den sechs Hiroshima Panels des Malerpaars Maruki Toshi und Maruki Iri, zudem ergänzt um die zwei Sätze Prelude und Elegy, entstand 1953 das achtteilige Orchesterwerk To the Hiroshima Panels, Ōkis berühmteste Komposition, später umbenannt in Symphony No. 5 „Hiroshima“. Masashi Ueda leitete die Uraufführung mit dem Tokyo Symphony Orchestra im November 1953. Die Sinfonie, gekennzeichnet durch Chromatik, Dissonanzen und Cluster, aber auch durch ruhige, requiemartige Abschnitte und Anklänge an die traditionelle japanische Musik, erregte international Aufsehen. Die Sinfonie wurde sowohl in der Sowjetunion mit den Leningrader Philharmonikern unter Arvid Jansons wie auch in den USA unter Leopold Stokowski aufgeführt. Später sahen Experten in ihr einen Vorläufer von Pendereckis Threnody to the Victims of Hiroshima (1961).
Mit der Kantate Give Me Back Human Kind (1961–1963) nach Antikriegs-Texten von Tōge Sankichi knüpfte Ōki an diese Thematik an. Zu Zeiten des Kalten Kriegs besuchte er auch die UdSSR und Nordvietnam. Dies verarbeitete er in seinem letzten Werk, der 6. Sinfonie „Vietnam“ (1970).
Ōki Masao starb im April 1971 mit 69 Jahren in Kamakura.

## Schaffen
Ōki schrieb in erster Linie Orchestermusik, rund 30 Werke von 1929 bis 1971. Bekannt wurde er vor allem als Sinfoniker. Er hinterließ auch einige Kammermusik-Werke, darunter ein Streichquartett, sowie Vokal-, Chormusik und Lieder. Ferner verfasste er rund 25 Filmmusiken, u. a. für Regisseure wie Kamei Fumio, Inagaki Hiroshi, Imai Tadashi, Toyoda Shirō, Ichikawa Kon und Yamamoto Satsuo.